# Цой, Анатолий Васильевич
Анатолий Васильевич Цой (род. 28 июля 1989, Коксу, Талды-Курганская область), также известен под псевдонимом TSOY, — российский и казахстанский певец, телеведущий, актёр кино и телевидения. Лауреат премии «Жара Music Awards» (2021). Номинант на премии «ТЭФИ» (2018), RU.TV (2022) и «Виктория» (2023). Известен как бывший участник российского бой-бэнда MBAND. Победитель 1 сезона шоу «Маска» (2020) на телеканале «НТВ».

## Биография
Родился 28 июля 1989 года в Коксу Талды-Курганской области Казахской ССР. Начал заниматься вокалом в местном[каком?] доме культуры. В 13 лет переехал в столицу Кыргызстана, в Бишкек; там начал участвовать в различных вокальных конкурсах. А уже в 17 лет переехал обратно в Казахстан, в Алма-Ату.
В 2007 году был удостоен Гран-при музыкального конкурса в Южной Корее.
В 2007 году принял участие в четвёртом сезоне проекта «SuperStar KZ». Занял 5 место.
В 2008 году на II Всемирных Дельфийских играх в России завоевал бронзовую медаль в номинации «Эстрадный вокал».
В 2011 году в составе группы «National» вместе с Талгатом Кенжебулатовым участвовал в первом сезоне казахстанской версии шоу «X Factor». Занял пятое место. В дальнейшем, в 2020 году был судьёй восьмого сезона шоу, где одержал победу со своими подопечными.
После участия в проекте «Хочу к Меладзе» с 2014 по 2020 год был солистом группы «MBAND», с которой выпустил два альбома и множество синглов.
В 2017 году совместно с Рой Джонсом выпустил клип на трек «Будь первым».
В 2018 году был ведущим телеигры «Саранхэ» на телеканале «CTC Love», за которую был номинирован на премию «ТЭФИ».
В 2020 году принял участие в первом сезоне шоу «Маска» на НТВ в образе Льва и одержал победу.
В 2021 году стал ведущим четвёртого сезона шоу «Фактор страха», а также участником проекта «Шоумаскгоон» на НТВ.
В 2019 году выпустил первый сольный сингл «Не больно».
В 2021 году выпустил сольный альбом «На ощупь», в который вошли 11 песен, включая дуэт с Алисой Мон.
В дальнейшем также выпускал совместные песни с Григорием Лепсом, Любовью Успенской, Natan и другими.
Наиболее высоких позиций в чартах достигли песни «Позови меня с собой» (4-е место в чарте Deezer, 5-е место в чарте «Яндекс Музыка») и «Покажу паранойю» (10-е место в чарте «VK Музыка»).
В 2023 году стал членом жюри музыкального шоу «Конфетка» на ТНТ и шоу «Битва каверов» на СТС, а также членом жюри музыкального шоу «Маска» на НТВ.
В марте 2024 года стал одним из участников реалити-шоу «Сокровища императора» на ТНТ.

## Дискография

### Сольно

#### Альбомы
- 2021 — «На ощупь»

#### Синглы
- 2019 — «Не больно»
- 2019 — «Полтора корейца» (feat. Айкью)
- 2020 — «Таблетка»
- 2020 — «Позови меня с собой» (cover)
- 2020 — «Не спится»
- 2020 — «Вернуть»
- 2020 — «Одеяльная»
- 2020 — «Она попала»
- 2021 — «На ощупь»
- 2021 — «В голове»
- 2021 — «Феникс» (feat. Григорий Лепс)
- 2021 — «Бон вояж»
- 2021 — «Демон и Ангел»
- 2022 — «Я огонь»
- 2022 — «Ты верни мне её, Москва!» (feat. Любовь Успенская)
- 2022 — «Мона Лиза»
- 2022 — «Покажу паранойю»
- 2023 — «Гори» (feat. Natan)
- 2023 — «Лавочки»
- 2023 — «Торнадо»
- 2024 — «Фанк»
- 2024 — «BOM»
- 2024 — «Глаза диаманты»
- 2024 — «Кто если не ты» (feat. [Мохито])
- 2024 — «Seoul-Moskva» (feat. [X:IN])

### Гостевое участие
- 2017 — «Будь первым» (Рой Джонс, SMBullett и Tsoy)
- 2020 — «Цвет помады» (Брендон Стоун и Tsoy)

## Фильмография
- 2016 — «Всё исправить»
- 2022 — «Евгенич-2»
- 2022 — «СамоИрония судьбы!»
- 2023 — «Просто живи»
- 2023 — «Ресторан по понятиям»
- 2024 — «Дайте шоу»

## Награды и номинации
- 2018 — Номинация на премию «ТЭФИ» в категории «Ведущий развлекательного ток-шоу прайм-тайма» («Саранхэ»)[21]
- 2021 — Премия «Жара Music Awards» в категории «Вне времени» за кавер-версию песни «Позови меня с собой»[22]
- 2021 — Почётная грамота президента Республики Казахстан за заслуги в государственной и общественной деятельности, значительный вклад в социально-экономическое и культурное развитие страны, укрепление дружбы и сотрудничества между народами.
- 2021 — Медаль «30 лет независимости Республики Казахстан»[23]
- 2022 — Номинация на премию RU.TV в категории «Фан или Профан»[24]
- 2023 — Две номинации на премию «Виктория» в категориях «Певец года» и «Музыкальное видео года»[25].